# Локшина, Хеся Александровна
Хе́ся Алекса́ндровна Локшина́ (4 [17] декабря 1902, Рославль, Смоленская губерния — 1 июня 1982, Москва) — советский режиссёр и сценарист. Жена Эраста Гарина.

## Биография
Родилась в Рославле, в еврейской семье. Семнадцатилетней уехала в Москву — с 1919 по 1922 год училась на экономическом факультете МГУ.
Работала ассистентом режиссёра и актрисой в Театре Мейерхольда. В 1929 году окончила режиссёрский факультет Высших государственных театральных мастерских Наркомпроса РСФСР — Высшие театральные мастерские В. Э. Мейерхольда. С 1929 года — ассистент режиссёра на Ленинградской фабрике «Совкино» (в дальнейшем — киностудия «Ленфильм»), где участвовала в создании картин «Одна» (1931) и «Юность Максима» (1934). С 1936 года — режиссёр (мастерская Сергея Юткевича).
Разгром «Женитьбы» (1937) и её запрет почти сразу после выхода на экраны вынудили обратиться к театральной режиссуре. Совместно с Сергеем Юткевичем в 1938 году поставила «Весенний смотр» по пьесе В. Шкваркина в Ленинградском театре комедии. И там же следом — «Сын народа» Юрия Германа совместно с Эрастом Гариным.
В 1940 году возвратилась в Москву и поступила на киностудию «Союздетфильм» (в дальнейшем — Киностудия имени М. Горького). Во время ВОВ продолжала работать в Сталинабаде, куда была эвакуирована студия.
Х. Локшина поставила нескольких спектаклей в Театре-студии киноактёра и Театре сатиры, была режиссёром дубляжа.
Скончалась 1 июня 1982 года в Москве. Похоронена на Ваганьковском кладбище рядом с мужем (участок № 17).

### Семья
- Муж (1922—1980, с перерывом в середине 1930-х годов) — Эраст Павлович Гарин (1902—1980), актёр и кинорежиссёр.
- Брат — Рафаил Александрович Локшин (1911—2001), доктор экономических наук, сотрудник Госплана СССР, профессор, специалист по проблемам розничного товарооборота, спроса и предложения, автор монографий «Советская торговля в период перехода к коммунизму» (1964), «Спрос, производство, торговля» (1975).

- Племянник — Александр Рафаилович Локшин (род. 1936), авиаконструктор.
- Племянник — Геннадий Рафаилович Локшин (род. 1938), доктор физико-математических наук, профессор МФТИ.

## Фильмография
Режиссёр (совместно с Э. Гариным)
- 1937 — Женитьба
- 1939 — Доктор Калюжный
- 1942 — Принц и нищий
- 1946 — Синегория
- 1954 — Синяя птичка (короткометражный)
- 1955 — Фонтан (короткометражный)
- 1964 — Обыкновенное чудо
- 1966 — Весёлые расплюевские дни

Сценарист (совместно с Э. Гариным)
- 1937 — Женитьба
- 1964 — Обыкновенное чудо
- 1966 — Весёлые расплюевские дни

## Дубляж зарубежных фильмов
- 1948 — Письмо незнакомки
- 1954 — Папа, мама, служанка и я
- 1958 — Не пойман — не вор
- 1960 — Квартира
- 1961 — Альба Регия
- 1961 — Развод по-итальянски
- 1962 — Гангстеры и филантропы
- 1967 — Мольба
- 1969 — Господин Никто
- 1969 — Мы и наши горы
- 1974 — Убийство в «Восточном экспрессе»
- 1977 — Принцип домино

## Награды
- медаль «За доблестный труд в Великой Отечественной войне 1941—1945 гг.» (6 июня 1945)[5]

## Воспоминания современников
В книге о Валентине Гафте Я. И. Гройсманом опубликованы воспоминания артиста о визите к Эрасту Гарину домой для разговора, когда он увидел там жену режиссёра.

…мы шли к нему в кабинет через какие-то комнатки, комнатки, комнатки… И вот, проходя одну из них, я увидел слева какую-то полудетскую кровать, чуть ли не с сеткой, и там, о Боже, под простынкой, мне показалось, лежит мёртвый человек. Простынка накрывала такое худющее-худющее тело, и безжизненная головка усопшей повисла с кровати. Абсолютный морг. Я прошёл в кабинет, не понимая, как Эраст Павлович не обратил на это внимания. Это была его жена Хеся, знаменитая его помощница, мастер дубляжа.<…>
… Впоследствии выяснилось, что Хеся всегда так выглядела и всё было нормально, она просто крепко спала. Она, кстати, пережила Эраста Павловича на много лет.
— «Валентин Гафт. …Я постепенно познаю…» 1997
Евгений Весник в книге «Записки артиста»:

Эраст Гарин и Хеся Локшина — святая пара. Друг без друга они жить не могли. Детей у них не было. Она относилась к нему, как к сыну, к брату, а Эраст её заботы принимал с важной и гордой безропотностью, как само собой разумеющееся. Она часто болела, лежала в больницах, и в эти дни можно было ощутить, кем была Хеся для Эраста. Он сникал, худел, мрачнел, старел, обрастал бородой, делался мятым, неуютным и даже злюкой с глазами, полными тревоги, печали и растерянности.
Когда он ушёл из жизни, Хеся Александровна сгорела очень быстро. Без Эраста Павловича она стала потерянной, вскоре ушла к нему. Такие пары не забываются. Голубки!
— Евгений Весник, «Записки артиста» 2009

## Комментарии
1. ↑  Многие связывают это с начавшейся компанией против «мейерхольдовщины», вскоре приведшей к закрытию Театра Мейерхольда, аресту его самого и расстрелу.